# Gajle
Gajle – kolonia w Polsce położona w województwie warmińsko-mazurskim, w powiecie braniewskim, w gminie Pieniężno.
W latach 1975–1998 miejscowość administracyjnie należała do województwa elbląskiego. Kolonia znajduje się w historycznym regionie Warmia.